# Fur (eiland)
Fur is een eiland in de Limfjord in het noorden van Jutland, ten noorden van Salling. Het eiland is vrij klein, slechts 22 km² en er wonen 912 mensen (2006). Fur is met een veerboot in enkele minuten te bereiken vanuit Branden. Het eiland hoort bij de gemeente Skive.

## Landschap
Tot 1860 had Fur geen bossen, maar sindsdien zijn er meerdere aangelegd. Het zuiden van het eiland is laag en vruchtbaar. Het noorden heeft heuvels met heide, duinen en zandsteen, dat gebruikt wordt voor de productie van bouwstenen en kattenbakkorrels. Het hoogste punt is Lille Jenshøj met 76 meter boven NAP. Het overige landschap heeft heuvels van 10 tot 15 meter.

## Bevolking
De bevolking leeft voornamelijk van de landbouw, toerisme en de zandsteenwinning.
Het eiland heeft ongeveer 450 zomerhuisjes, een camping, enkele hotels en een paar musea. In de zomer zijn er ongeveer 1000 toeristen op het eiland. Per jaar wordt het eiland door 100.000 toeristen bezocht, vooral dagtoeristen.

## Dorpskernen
Op Fur zijn de dorpen:
- Stenøre
- Nederby
- Madsbad
- Hvirp
- Debel

## Emigratiecampagne voor Nederlanders
In 2010 nam de gemeente Skive een consultantbureau in de arm om Nederlandse immigranten naar het eiland Fur te halen. Het doel was om uiteindelijk 100 Nederlanders te laten vestigen op Fur. Twee jaar later woonden er echter slechts 4 Nederlanders op het eiland.